# Закхей
Закхей (грец. Ζακχαῖος, івр. זכי — гідний, чистий) — начальник митарів (збирач податків), багатий чоловік, що удостоївся особливої уваги від Ісуса Христа (Лк. 19:1–10). Православна церква зараховує Закхея до лику святих.
У календарі УГКЦ неділя про Закхея передує неділі про митаря і фарисея. У календарі ПЦУ вона теж згадується, але побіжно

## Згадка в Біблії

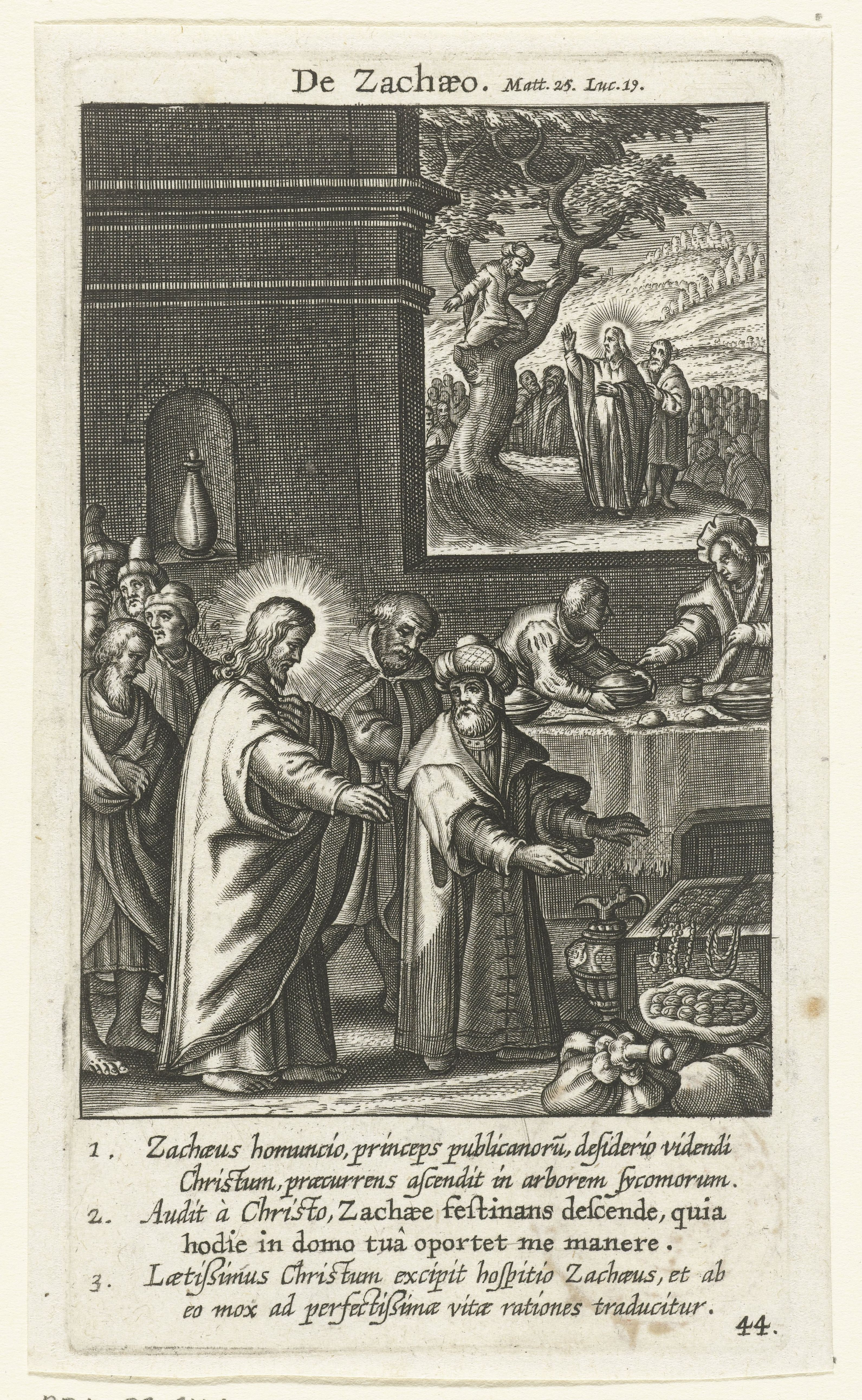

Історія, пов'язана з Закхеєм згадується тільки в Євангелії від Луки. Згідно з Біблією, Закхей — багата людина, начальник митарів, мав невеликий зріст, жив у Єрихоні. Коли Ісус Христос проходив через Єрихон, то Закхей, бажаючи хоч здалека побачити Месію, заліз на сикомор. Христос помітив його і сказав:
|  | Закхей! зійди скоріше, бо сьогодні потрібно Мені бути у тебе в домі (Лк. 19:5) |

 Закхей поспішно зійшов і прийняв Ісуса з радістю. Глибоко зворушений Закхей дав обіцянку вчетверо віддати всім, кого тільки він коли-небудь образив при зборі мита та податків. У відповідь на людські нарікання Христос в будинку Закхея сказав знаменні слова:
|  | Нині прийшло спасіння дому цьому, бо й він син Авраама, бо Син Людський прийшов знайти і спасти, що загинуло (Лк. 19:9–10) |

## Християнське тлумачення
У світській літературі тлумачення історії Закхея ведеться двома основними шляхами.

1. Буквалістське тлумачення,
2. Алегоричне тлумачення, Феофілакт Болгарський називає його моральним[6].

При буквалістському тлумаченні більш детально розбирається життя Закхея, його дії, наприклад, розбирається питання — чому Закхей обіцяв віддати тим кого образив саме вчетверо? Відповідно до закону Мойсеєвого, так має чинити людина, що скоїла крадіжку (Вих. 22:1), а Закхей, ймовірно, при зборі податків брав з людей більше, ніж повинен був.
Алегоричне тлумачення історії про Закхея є своєрідною спробою наблизити історію про Закхея до життя сучасного християнина. Наприклад:
- Закхей був багатий — також як і всі люди багаті гріхами;
- натовп народу — це суєтні турботи, наші гріхи, пристрасті, мрії, колишні звички;
- Закхей зростом був малий — це значить те, що хоча чоловік і називає себе християнином, але все ж він духовний карлик, і тому не може бачити Христа, будучи пригнічений своїми гріхами;
- Піднятися на дерево — означає почати молитися;
- Після слів Христа Закхей спустився з дерева — це означає покаяння;
- Будинок — це серце; двері, які можуть бути відкриті для Господа, — двері покаяння[6][7]

Святитель Григорій Богослов закликає: «Будь Закхеєм, який вчора був митарем, а сьогодні став щедрим; все принеси в дар Христового Пришестя, щоб і тобі виявитися великим, добре побачити Христа, хоча ти малий ростом».
У «Тлумачній Біблії під редакцією Лопухіна» примітний акцент, зроблений автором на тому епізоді, де Ісус Христос звертається до ніби незнайомого Закхея по імені. Олександр Лопухін припускає, що Ісус Христос і Закхей або зустрічалися раніше, або Христос почув ім'я митаря з натовпу, здивувала незвичайним становищем Закхея на дереві.

## Смоковниця Закхея

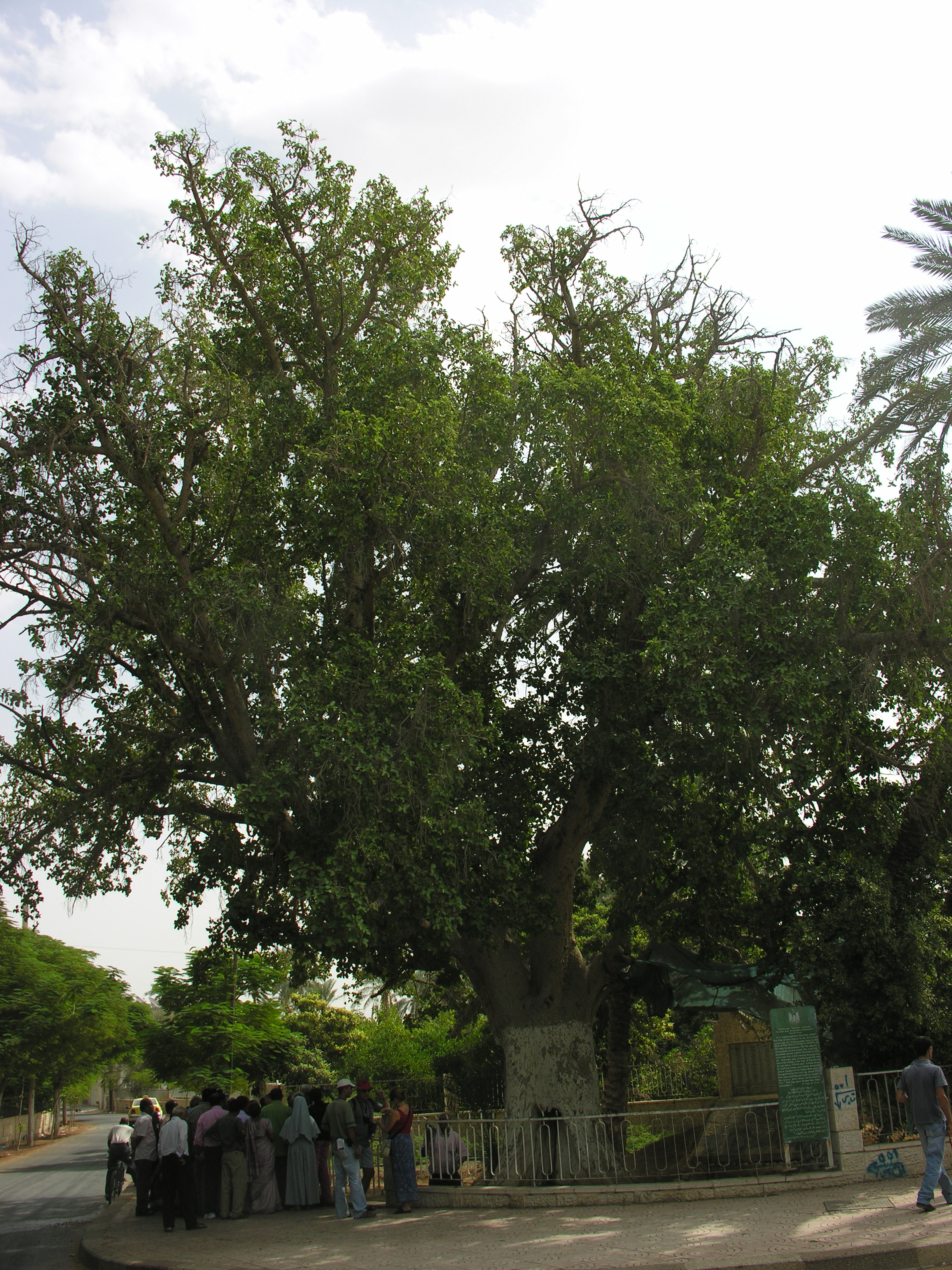
Смоковниця Закхея, Єрихон

За церковним переказом, Закхей згодом став першим єпископом християнської церкви в Кесарії Палестинській. На місці, де за переказами знаходився сикомор і будинок Закхея, останнім часом розташовано Подвір'я Іоанна Предтечі в Єрихоні Російської духовної місії в Єрусалимі Російської православної церкви. За іншими переказами сикомор розташований на подвір'ї грецького монастиря святого Єлисея.
Вважається, що та сама смоковниця, на яку заліз Закхей збереглася до наших днів. Знамените дерево знаходиться в центральній частині Єрихону. «Смоковниця Закхея» являє собою сикомору (Фікус сикомора — (Ficus sycomorus L.) сімейство Тутові (Moraceae)), має висоту 15 метрів при діаметрі крони в 25 метрів та кола стовбура (на висоті 130 см) в 5,5 метра. На висоті 4 метрів єдиний стовбур з чотирма контрфорсами поділяється на кілька стовбурів. Єдиний стовбур має всередині відкрите конусоподібне дупло природного походження, що свідчить про початок поділу єдиного стовбура на кілька самостійних стовбурів, що властиво представникам роду фікус. Відзначається масове відмирання скелетних і обростають гілок. Наявність дупла і характерне спливання зовнішніх шарів деревини стовбура в його нижній частині свідчить про давність цього дерева.
Ділянка землі з «деревом Закхея» площею 1,1 га була придбана в 1886 році ієромонахом Іоасафом (Плехановим) на гроші російської благодійниці Олени Резніченко. Однак пізніше у батька Іоасафа зіпсувалися відносини з Єрусалимським патріархом, і він був змушений терміново покинути Палестину. Перед від'їздом він подарував ділянку Імператорському православному палестинському товариству. Ділянка була оформлений на голову ІППО великого князя Сергія Олександровича. На ділянці залишився розведений батьком Іоасафом апельсиновий сад і кілька побудованих їм глинобитних будинків. Однак до кінця ця ділянка не була освоєна і поступово прийшла в запустіння. Після 1917 року уваги до цього, як і до інших об'єктів російської нерухомості в Палестині, практично не було. В 1995 році глава ПНА Ясір Арафат своїм указом передав ділянку у власність уряду Росії. 18 січня 2011 року був відкритий новий музейно-парковий комплекс в Єрихоні на ділянці, що належить Російській Федерації.

## Згадка історії про Закхея в сучасності
Історія про Закхея фігурувала в неприємному епізоді з фрескою «Входу Господнього в Єрусалим» в Іоанно-Богословському кафедральному соборі міста Рудного. На фресці серед людей, що зустрічають Ісуса можна було виявити людину, схожу на Сергія Кулагіна —казахстанського державного діяча 1952 р.н. Отець Іван, протоієрей Рудненського собору, пояснив, що Кулагіна на фресці можна порівняти з Закхеєм, мабуть маючи на увазі глибоке смирення Закхея.
Протодиякон Андрій Кураєв зауважив, що паралель між Закхеєм і Сергієм Кулагіним вельми смілива, оскільки якщо зіставити Закхея з Кулагіним, то доведеться останнього звинуватити в крадіжці (Закхей обіцяв віддати тим кого образив вчетверо, а вчетверо, відповідно до закону Мойсея (Вих.22:1), віддають саме ті, хто скоїв крадіжку).